# Rossstock
Rossstock är en bergstopp i Schweiz.   Den ligger i kantonen Uri, i den centrala delen av landet, 100 km öster om huvudstaden Bern. Toppen på Rossstock är 2 461 meter över havet, eller 315 meter över den omgivande terrängen. Bredden vid basen är 2,2 km.
Terrängen runt Rossstock är huvudsakligen bergig, men den allra närmaste omgivningen är kuperad. Närmaste större samhälle är Schwyz, 12,2 km norr om Rossstock. 
I omgivningarna runt Rossstock växer i huvudsak blandskog. Runt Rossstock är det glesbefolkat, med 9 invånare per kvadratkilometer.